# Dori Ghezzi (album)
Dori Ghezzi è il primo album in studio della cantante italiana Dori Ghezzi, pubblicato nel 1974 dalla casa discografica Durium.

## Descrizione
È il primo album della cantante come solista, che in contemporanea inciderà dischi anche con Wess.
La maggior parte dei brani sono cover in lingua italiana di brani precedentemente proposti in francese e inglese.
La cantante partecipa a Canzonissima 1973 con il brano Non ci contavo più, cover in italiano della canzone Ben di Michael Jackson.

## Tracce
1. Io sto bene con te (Yesterday Once More) – 4:00
2. Stagioni fuori tempo (Le moribondo) – 3:15
3. Ora è tardi – 3:09
4. Billy non far l'eroe (Billy don't be a Hero) – 3:45
5. Jessie – 3:21
6. Mai (Mal) – 4:09
7. Che fallimento (Dark Lady) – 3:49
8. Però nel buio – 3:30
9. Adesso vai – 2:50
10. Proviamo a innamorarci (Ca n'arrive qu'aux austres) – 2:15
11. Non ci contavo più (Ben) – 2:34

Durata totale: 36:37